# Javier Marmo
Javier Marmo (né le 22 octobre 1992) est un athlète uruguayen, spécialiste du 800 m.
Bien qu'arrivé 4e, il bat le record national lors des Championnats d'Amérique du Sud 2015, en 1 min 49 s 16.